# Melanotus castanipes
Melanotus castanipes — вид жуков-щелкунов средних размеров.

## Распространение
Это щелкун распространён на территории Палеарктического регионе, в частности в Пакистане и Китае, а также завезён в Северную Америку, а именно в Канаду.

## Описание
Жук длиной от 13 до 19 мм. Тело чёрное (иногда с коричневым оттенком), очень удлинённое. Усики длинные.